# Рябиновка (Валдайский район)
Ряби́новка — деревня в Валдайском районе Новгородской области России. Входит в состав Яжелбицкого сельского поселения.

## История
Постановлением Президиума ВЦИК от 5 июня 1938 года деревне Кобылино присвоено наименование Рябиновка.

## Население
| 2010 |
| ---- |
| 2    |